# Saiman 204
Il Saiman 204 R era un monomotore da turismo sportivo ad ala bassa sviluppato dall'azienda italiana Società Anonima Industrie Meccaniche Aeronautiche Navali (SAIMAN) nei tardi anni trenta del XX secolo.
Derivato dal Saiman 202, aereo destinato alle scuole di addestramento al volo e all'acrobazia, del quale manteneva la struttura completamente in legno, con coperture in compensato e tela; ne era sostanzialmente la versione a 4 posti dotata di una motorizzazione più potente, il 6 cilindri in linea raffreddato ad aria Alfa Romeo 115 ed una velatura dall'apertura e superficie alare ridotta.

## Utilizzatori
Italia
- Regia Aeronautica

 Repubblica Sociale Italiana
- Aeronautica Nazionale Repubblicana[2]